# One Touch
One Touch är den brittiska tjejgruppen Sugababes debutalbum som släpptes 27 november 2000 i Storbritannien och 30 juli i USA. albumet sålde 220,000 (Guld) i Storbritannien, 100,000 (Guld) i Tyskland, 50,000 (Silver) i Japan och 650,000  över hela världen. 

## Låtförteckning
1. Overload - 4:37
2. One Foot In - 3:25
3. Same Old Story - 3:03
4. Just Let It Go - 5:01
5. Look At Me - 3:58
6. Soul Sound - 4:30
7. One Touch - 4:20
8. Lush Life - 4:28
9. Real Thing - 4:04
10. New Year - 3:51
11. Promises - 3:16
12. Run For Cover - 3:47